# Grand Prix Miasta Meksyk Formuły 1
Grand Prix Miasta Meksyk – eliminacja mistrzostw świata Formuły 1, rozgrywana na torze Autódromo Hermanos Rodríguez. Pierwszy wyścig pod tą nazwą został zaplanowany na 2021 rok.

## Zwycięzcy Grand Prix Miasta Meksyk
| Sezon | Kierowca         | Konstruktor         | Tor                          |        |
| ----- | ---------------- | ------------------- | ---------------------------- | ------ |
| 2021  | Max Verstappen   | Red Bull-Honda      | Autódromo Hermanos Rodríguez | Wyniki |
| 2022  | Max Verstappen   | Red Bull-RBPT       | Autódromo Hermanos Rodríguez | Wyniki |
| 2023  | Max Verstappen   | Red Bull-Honda RBPT | Autódromo Hermanos Rodríguez | Wyniki |
| 2024  | Carlos Sainz Jr. | Ferrari             | Autódromo Hermanos Rodríguez | Wyniki |
| Sezon | Kierowca         | Konstruktor         | Tor                          |        |

Liczba zwycięstw (kierowcy):
- 3 – Max Verstappen
- 1 – Carlos Sainz Jr.

Liczba zwycięstw (producenci podwozi):
- 3 – Red Bull Racing
- 1 – Ferrari

Liczba zwycięstw (producenci silników):
- 1 – Ferrari, Honda, Honda RBPT, RBPT